# Salvé Venesia/Raconto d'inverno
Salvé Venesia/Raconto d'inverno è un 45 giri di Mariolino Barberis (lato A) e di Lina Chiusso (lato B).

## Il disco
Nella discografia di Mariolino Barberis risulta essere il settimo 45 giri.
Entrambe le canzoni hanno partecipato nel 1967 alla nona edizione del Festival della Canzone Veneta di Sandrigo.

### Salvé Venesia
Il testo della canzone, scritto originariamente in italiano da Franco Cacciatore, è stato tradotto da Pino Tombolato in veneto e musicato da Mateicich e Sciorilli.
La canzone lancia un appello musicale per la salvezza di Venezia colpita dall'alluvione del 1966.

### Raconto d'inverno
La canzone è cantata dalla giovane Lina Chiusso, che si era messa in luce partecipando a due edizioni del Festival di Castrocaro, nel 1964 e nel 1966.
Il testo è di Andrea Cason (poeta e paroliere trevigiano noto per la sua collaborazione con Umberto Bindi, per cui scrisse Un paradiso da vendere), mentre la musica è firmata Ferretto, pseudonimo di Dario Mateicich.

## Tracce
LATO A
1. Mariolino Barberis – Salvé Venesia (testo: Franco Cacciatore e Pino Tombolato – musica: Eros Sciorilli e Dario Mateicich)

LATO B
1. Lina Chiusso – Raconto d'inverno (testo: Andrea Cason – musica: Ferretto)